# Цана-Эльстер
Ца́на-Э́льстер (нем. Zahna-Elster) — город в Германии, расположен в земле Саксония-Анхальт.

## География
Цана-Эльстер находится в районе Виттенберг между регионом Флемингом рекой Эльбой.

## История
Цана-Эльстер был основан 1 января 2011 года в результате объединения общин административного сообщества Эльбауэ-Флеминг.

## Население
| Год  | Численность населения |
| ---- | --------------------- |
| 2011 | 9.731                 |
| 2015 | 9.288                 |
| 2020 | 9.184                 |
| 2021 | 9.143                 |
| 2022 | 9.106                 |
| 2023 | 9.044                 |

Данные Статистического управления земли Саксония-Анхальт.

## Достопримечательности
- Цана: Церковь Святой Марии, романская крестово-купольная церковь XII- века
- Цана: Госпиталь Святого Духа
- Эльстер: Церковь 1867 года
- Эльстер: Ветряная мельница